# 岐阜落語を聴く会
岐阜落語を聴く会（ぎふらくごをきくかい）は、岐阜県岐阜市で行われている落語会である。
第1回が1970年（昭和45年）11月26日に演者に古今亭圓菊、三遊亭ぬう生を迎え行われて以来、毎年春夏秋冬の年4回行われている。定期的にプロの噺家の噺が聴ける岐阜地区で唯一の落語会。
日本の伝統話芸「落語」を楽しみながら継承発展させることを目的とした鑑賞サークルで運営は会員の会費のみで行われており、1990年（平成2年）3月3日には平成元年度の岐阜県芸術文化活動等特別奨励（岐阜県教育委員会）を授与されている。

## 沿革
- [1]1970年（昭和45年）11月26日：岐阜県ユネスコ協会が、当時提唱していた古典芸能育成活動の一環として、関山和夫の指導のもと「古典落語を聴く会」を結成。第1回の落語会を古今亭圓菊、三遊亭ぬう生を迎え開催。
- 1974年（昭和49年）2月13日：「古典落語を聴く会」と、落語ファンによる「岐阜古典落語研究会」が合流・発展、「岐阜古典落語を聴く会」となる。そのため、落語会の主催は第1回～8回までは「古典落語を聴く会」、第9回以降は「岐阜古典落語を聴く会」となる[1]。
- 1990年（平成2年）3月3日：平成元年度岐阜県芸術文化活動等特別奨励を授与。
- 1996年（平成8年）11月16日：第100回が古今亭圓菊を迎え行われる。
- 2020年（令和2年）6月13日：この日に開催を予定していた第193回例会「三遊亭萬橘独演会」は、新型コロナによる緊急事態延長の状況を鑑み、会の歴史では初の中止となった[2]。
- 2022年（令和4年）3月13日：コロナによって再延期になっていた５０周年記念企画「桂雀三郎・雀太親子会」が岐阜市文化センター小劇場にて感染対策を万全にして開催される。
- 2023年（令和５年）６月11日：第200回記念例会「柳家さん喬独演会」がぎふメディアコスモス　みんなのホールにて、200名以上の会員（年会員及び当日会員）が集まり開催される。

## 今まで出演した主な噺家
- 三遊亭圓窓 (6代目)
- 三遊亭圓彌
- 古今亭圓菊（２代目）
- 三遊亭圓丈（三遊亭ぬう生）
- 柳家小三治
- 桂　枝雀
- 春風亭柳朝（５代目）
- 三遊亭圓楽（５代目）
- 柳家小満ん
- 露の五郎
- 春風亭柳橋（７代目）
- 入船亭扇橋
- 三遊亭圓龍
- 桂　小南
- 橘家文蔵
- 柳家さん喬
- 桂　文朝
- 桂　文太
- 柳亭小燕枝
- 五街道雲助
- 入船亭扇遊
- 林家正雀
- 瀧川鯉昇
- 柳亭市馬
- 柳家権太楼
- 桂　文治
- 入船亭扇治
- 桂藤兵衛
- 林家正雀
- 柳亭燕路
- 三遊亭歌武蔵
- 桂雀三郎
- 柳家喜多八
- 柳家燕弥
- 橘家圓太郎
- 桂小春団治
- 春風亭正朝
- 春風亭一朝
- 桂よね吉
- 笑福亭松喬
- 笑福亭たま
- 春風亭一之輔
- 三遊亭兼好
- 古今亭文菊
- 露の新治
- 隅田川馬石
- 古今亭菊之丞
- 林家染二
- 三遊亭白鳥
- 桂　雀太

## 世話人
- 代表世話人：永縄照良
- 下座担当：河合浩司　長岡さとみ
- 受付・会計担当：藤田豊久
- 受付担当：石田秀治　松林克典　片桐芳樹    　山下裕貴
- 会場担当：渡邊一弘　秋田　光　岡本琢也